# Flügelort
Als Flügelort bezeichnet man im Bergbau einen seitlich vom Hauptstollen abzweigenden Grubenbau. Jeder Stollen kann ein oder mehrere Flügelörter haben.

## Grundlagen und Notwendigkeit
Beim Stollenbau werden die Hauptstollen in einer bestimmten Richtung mit einem bestimmten Gefälle aufgefahren. Bedingt dadurch können seitlich gelegene Bereiche der Lagerstätte nicht direkt erschlossen werden. Um diese seitlichen Lagerstättenteile zu erreichen, werden abzweigende Flügelörter aufgefahren. Flügelörter werden aber auch aufgefahren, wenn von einem Stollen aus eine Nachbargrube gelöst werden soll. Über das Flügelort werden dann die erschroteten Grubenwässer der Nachbargrube dem Wasserlösungsstollen zugeführt. Dem Betreiber des Flügelortes standen auch die Rechte des Stollners zu. So konnte der Stollner sein Hauptort verstufen lassen und anstelle des Hauptstollens ein oder mehrere Flügelörter auffahren. Letztendlich werden Flügelörter auch aufgefahren, um eine partielle Untersuchung des Gebirges zu tätigen.

## Auffahrrichtung
Flügelörter werden quer vom Haupt- oder vom Erbstollen ausgehend aufgefahren. Die Auffahrung erfolgt je nach örtlicher Gegebenheit söhlig. Es ist aber auch möglich, dass die Auffahrrichtung entweder ansteigend ins Hangende oder fallend ins Liegende erfolgt. Die einzelnen Flügelörter können sich weiterhin aufteilen, sodass aus einem Flügelort weitere Flügelörter in unterschiedlichen Richtungen aufgefahren werden. Es entstehen so rechte und linke Nebenflügel. Auch aus diesen Nebenflügeln können, je nach Notwendigkeit, weitere Flügelörter aufgefahren werden, sodass der Grundriss Ähnlichkeit mit einem Baumstamm und seinen Ästen hat.